# اینگمار تیور
اینگمار تیور (استونیایی: Ingemar Teever؛ زادهٔ ۲۴ فوریهٔ ۱۹۸۳) بازیکن فوتبال اهل استونی بود.
از باشگاه‌هایی که در آن بازی کرده‌است می‌توان به باشگاه فوتبال لوادیا تالین، باشگاه فوتبال اوسترش، باشگاه فوتبال نومه کالیو و باشگاه فوتبال تی‌وی‌ام‌کی اشاره کرد.
وی همچنین در تیم‌های ملی فوتبال زیر ۲۱ سال استونی و استونی بازی کرده‌است.